# Prospect, Ohio
Prospect är en ort i Marion County i delstaten Ohio, USA.